# Juan Yuste Jiménez

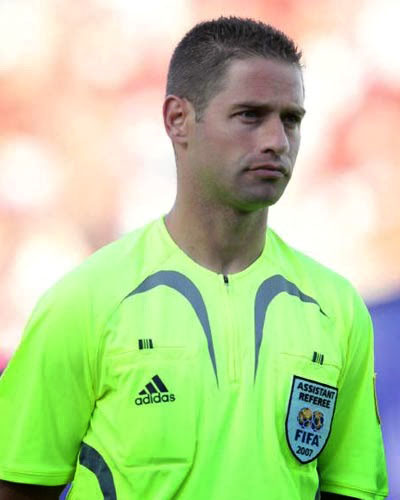
Juan Yuste Jiménez (2014)

Juan Carlos Yuste Jiménez (* 25. September 1975) ist ein ehemaliger spanischer Fußballschiedsrichterassistent.
Seit 2004 steht er als Schiedsrichterassistent auf der Liste der FIFA-Schiedsrichter. Er war (gemeinsam mit Roberto Alonso Fernández) langjähriger Schiedsrichterassistent von Carlos Velasco Carballo bei internationalen Fußballspielen.
Jiménez war bei der Europameisterschaft 2008 in Österreich und der Schweiz (als Schiedsrichterassistent von Manuel Mejuto González), bei der Weltmeisterschaft 2010 in Südafrika (als Schiedsrichterassistent von Alberto Undiano Mallenco), bei der Europameisterschaft 2012 in Polen und der Ukraine, bei der FIFA-Klub-Weltmeisterschaft 2013 in Marokko, bei der Weltmeisterschaft 2014 in Brasilien, bei der Europameisterschaft 2016 in Frankreich (jeweils als Schiedsrichterassistent von Carlos Velasco Carballo) sowie bei der paneuropäischen Europameisterschaft 2021 im Einsatz (als Schiedsrichterassistent von Carlos del Cerro Grande).
2022 beendete er seine Karriere. Mit Einsätzen bei vier Europameisterschaften und zwei Weltmeisterschaften, über 800 absolvierten Spielen als Schiedsrichterassistent und einer Spielleitung von fünf Endspielen der Copa del Rey und fünf spanischen Supercups ist er der europäische Schiedsrichterassistent mit den meisten Einsätzen bei internationalen Turnieren.
Von September 2003 bis Februar 2022 leitete er insgesamt 42 Spiele in der Europa League. Von Februar 2005 bis März 2022 leitete er insgesamt 76 Spiele in der Champions League. 